# لاك سان ماركوس (كاليفورنيا)
لاك سان ماركوس (بالإنجليزية: Lake San Marcos CDP, California)‏ هي منطقة سكنية تقع بولاية كاليفورنيا في الولايات المتحدة. تبلغ مساحتها 4.679 كم2، وترتفع عن سطح البحر 160 م، بلغ عدد سكانها 4,437 نسمة في عام 2010 حسب إحصاء مكتب تعداد الولايات المتحدة وتصل الكثافة السكانية فيها 948.3 نسمة لكل كيلومتر مربع (2,456.1/ميل2).

## التركيبة السكانية
حدّد مكتب تعداد الولايات المتحدة بيانات التركيبة السكانية للاك سان ماركوس في تعداد الولايات المتحدة. في ما يلي، التركيبة السكانية حسب تعدادي 2000 و2010.

### تعداد عام 2000
بلغ عدد سكان لاك سان ماركوس 4,138 نسمة بحسب تعداد عام 2000، وبلغ عدد الأسر 2,269 أسرة وعدد العائلات 1,301 عائلة مقيمة في المنطقة السكنية. في حين سجلت الكثافة السكانية 884.4 نسمة لكل كيلومتر مربع (2,290.6/ميل2). وبلغ عدد الوحدات السكنية 2,455 وحدة بمتوسط كثافة قدره 524.7 لكل كيلومتر مربع (1,359.0/ميل2).
وتوزع التركيب العرقي للمنطقة السكنية بنسبة 93.86% من البيض و0.27% من الأمريكيين الأفارقة و0.14% من الأمريكيين الأصليين و1.74% من الأمريكيين ذوي الأصول الآسيوية و0.12% من سكان جزر المحيط الهادئ و2.46% من الأعراق الأخرى و1.40% من عرقين مختلطين أو أكثر و5.73% من الهسبانيون أو اللاتينيون من أي عرق.
بلغ عدد الأسر 2,269 أسرة كانت نسبة 6.6% منها لديها أطفال تحت سن الثامنة عشر تعيش معهم، وبلغت نسبة الأزواج القاطنين مع بعضهم البعض 52.2% من أصل المجموع الكلي للأسر، ونسبة 3.9% من الأسر كان لديها معيلات من الإناث دون وجود شريك،  بينما كانت نسبة 1.2% من الأسر لديها معيلون من الذكور دون وجود شريكة وكانت نسبة 42.7% من غير العائلات. تألفت نسبة 38.1% من أصل جميع الأسر من عدة أفراد يعيشون في نفس المنزل ونسبة 29.4% كانت تتألف من شخص يعيش بمفرده يبلغ من العمر 65 عاماً أو أكثر. وبلغ متوسط حجم الأسرة المعيشية 1.81، أما متوسط حجم العائلات فبلغ 2.29.
بلغ العمر الوسطي للسكان 70.8 عاماً. وكانت نسبة 5.9% من القاطنين تحت سن الثامنة عشر، وكانت نسبة 2.3% بين الثامنة عشر والرابعة والعشرين عاماً، ونسبة 10.4% كانت واقعةً في الفئة العمرية ما بين الخامسة والعشرين والرابعة والأربعين عاماً، ونسبة 21% كانت ما بين الخامسة والأربعين والرابعة والستين، ونسبة 59.5% كانت ضمن فئة الخامسة والستين عاماً فما فوق. يوجد لكل 100 أنثى 78.3 ذكر، ويوجد لكل 100 أنثى في الثامنة عشر من عمرها فما فوق 76.1 ذكر.
بلغ متوسط دخل الأسرة في المنطقة السكنية 50,857 دولارًا، أما متوسط دخل العائلة فبلغ 59,496 دولارًا. وكان متوسط دخل الذكور 42,250 دولارًا مقابل 30,993 دولارًا للإناث. وسجل دخل الفرد الخاص بالمنطقة السكنية 35,768 دولارًا. وكانت نسبة 2.1% من العائلات ونسبة 3.2% من السكان تحت خط الفقر، وكان من هؤلاء نسبة 0% تحت سن الثامنة عشر ونسبة 3.3% في الخامسة والستين من العمر وما فوق.

### تعداد عام 2010
بلغ عدد سكان لاك سان ماركوس 4,437 نسمة بحسب تعداد عام 2010، وبلغ عدد الأسر 2,328 أسرة وعدد العائلات 1,299 عائلة مقيمة في المنطقة السكنية. في حين سجلت الكثافة السكانية 948.3 نسمة لكل كيلومتر مربع (2,456.1/ميل2). وبلغ عدد الوحدات السكنية 2,533 وحدة بمتوسط كثافة قدره 541.4 لكل كيلومتر مربع (1,402.2/ميل2).
وتوزع التركيب العرقي للمنطقة السكنية بنسبة 89.66% من البيض و0.83% من الأمريكيين الأفارقة و0.45% من الأمريكيين الأصليين و3% من الأمريكيين ذوي الأصول الآسيوية و0.07% من سكان جزر المحيط الهادئ و4.19% من الأعراق الأخرى و1.80% من عرقين مختلطين أو أكثر و10.46% من الهسبانيون أو اللاتينيون من أي عرق.
بلغ عدد الأسر 2,328 أسرة كانت نسبة 9.5% منها لديها أطفال تحت سن الثامنة عشر تعيش معهم، وبلغت نسبة الأزواج القاطنين مع بعضهم البعض 47.8% من أصل المجموع الكلي للأسر، ونسبة 5.6% من الأسر كان لديها معيلات من الإناث دون وجود شريك،  بينما كانت نسبة 2.4% من الأسر لديها معيلون من الذكور دون وجود شريكة وكانت نسبة 44.2% من غير العائلات. تألفت نسبة 37.7% من أصل جميع الأسر من عدة أفراد يعيشون في نفس المنزل ونسبة 28.3% كانت تتألف من شخص يعيش بمفرده يبلغ من العمر 65 عاماً أو أكثر. وبلغ متوسط حجم الأسرة المعيشية 1.91، أما متوسط حجم العائلات فبلغ 2.45.
بلغ العمر الوسطي للسكان 63.3 عاماً. وكانت نسبة 8.2% من القاطنين تحت سن الثامنة عشر، وكانت نسبة 4.1% بين الثامنة عشر والرابعة والعشرين عاماً، ونسبة 13.5% كانت واقعةً في الفئة العمرية ما بين الخامسة والعشرين والرابعة والأربعين عاماً، ونسبة 27.3% كانت ما بين الخامسة والأربعين والرابعة والستين، ونسبة 46.8% كانت ضمن فئة الخامسة والستين عاماً فما فوق. وتوزع التركيب الجنسي للسكان بنسبة 44.2% ذكور و55.8% إناث.